# Jan Waldauf

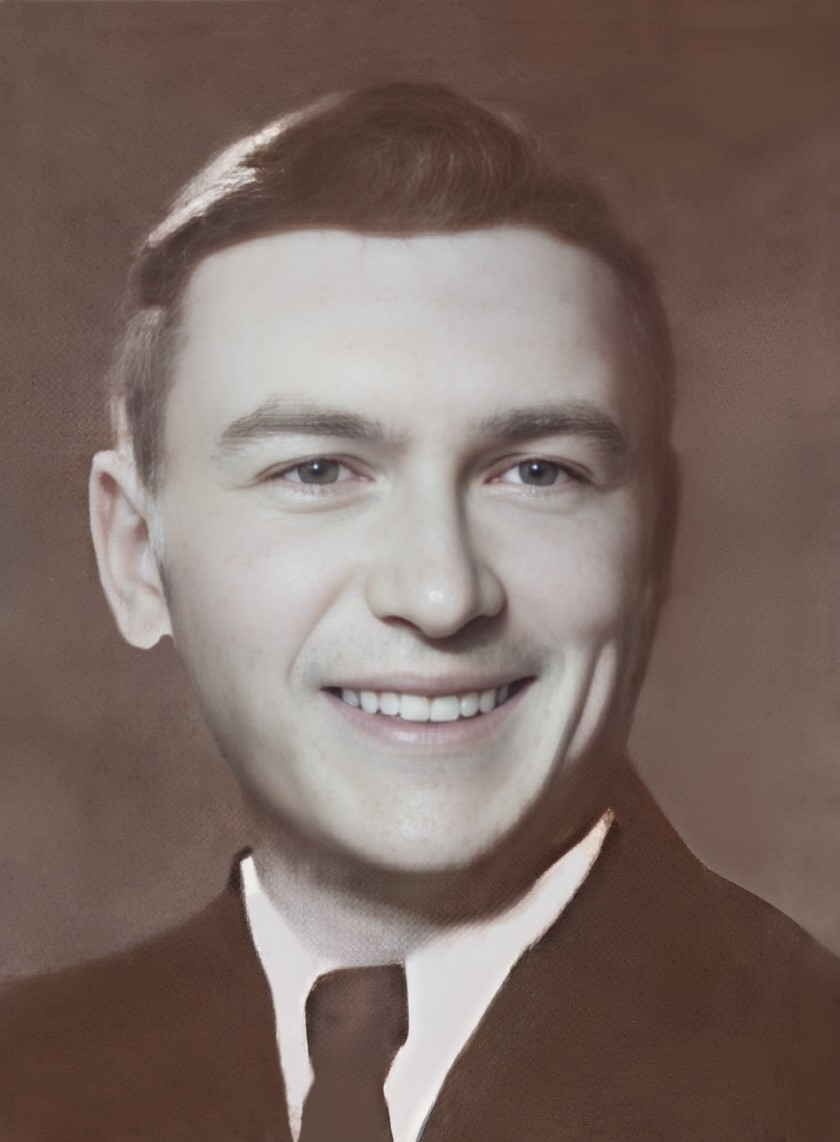
Jan Waldauf na průkazce člena Československého sokolstva v exilu (rok 1948)

Jan Waldauf (8. dubna 1929 Nové Hrady – 8. září 2011 Toronto, Ontario, Kanada) byl činovník sokolské organizace v kanadském Torontu, starosta bývalého Ústředí československého sokolstva v zahraničí a autor rozsáhlé (1 800 stran) trojdílné publikace Sokol: malé dějiny velké myšlenky.

## Život

### Rodinný původ
Jan Waldauf se narodil 8. dubna 1929 v Nových Hradech. do rodiny Jana Waldaufa (1902–1949) a jeho ženy Štěpánky rozené Kinzlové (* 26. prosince 1905 Malonty v jižních Čechách). 

### Jan Waldauf starší (1902–1949)
Jeho otec Jan Waldauf starší se narodil 4. září 1902 v Dluhošti v jižních Čechách. Kolem roku 1920 již zastával v sokolské jednotě Nové Hrady funkci náčelníka jednoty, stejně jako v jednotě Olešnice (zde cvičil od roku 1934). Jako sokolský cvičenec se zúčastnil VIII. všesokolského sletu v Praze v roce 1926 a v roce 1932 cvičil rovněž na IX. všesokolském sletu. Sňatek Jan Waldaufa se Štěpánkou Kinzlovou se uskutečnil 26. ledna 1928 a dne 8. dubna 1929 se manželům Waldaufovým narodil v Nových Hradech syn Jan Waldauf mladší (1929–2011). Zhruba od roku 1934 bral Jan Waldauf starší svého pětiletého synka na sokolská cvičení a když se rodina přestěhovala do Borovan, přestoupil jeho syn ze Sokola Olešnice do jednoty Borovany. V červnu a červenci 1938 pak jako devítiletý žák cvičil Jan Waldauf mladší v Praze na X. všesokolském sletu. Tohoto významného X. všesokolského sletu se účastnil i Jan Waldauf starší, když cvičil prostná cvičení mužů v sestavě „Přísaha republice“. Po německé okupaci Čech a Moravy a vyhlášení protektorátu byl Jan Waldauf starší již 13. září 1939 zatčen. Byl to důsledek jeho činu, při němž donutil člena strany NSDAP, který v obci Vrcov (u Borovan) prováděl akci na zřízení německé školy, aby z listiny s 35 podpisy rodičů, kteří ze strachu své děti do školy zapsali, 28 osob vyškrtl. Ke zřízení německé školy v obci tak nikdy nedošlo. Do konce druhé světové války byl Jan Waldauf starší držen ve vězení v Českých Budějovicích, na pražském Pankráci a v nacistických koncentračních táborech Sachsenhausen a Dachau. Ten poslední (KT Dachau), kde byl nucen strávit poslední 4 roky života, byl osvobozen 29. dubna 1945 americkými jednotkami a Jan Waldauf starší se do vlasti vrátil 22. května 1945 s podlomeným zdravím. Po návratu do poválečného Československa se zapojil do činnosti nově obnoveného (v lednu 1946) Sokola, stal se následně členem jednoty Sokol České Budějovice II. a později vykonával funkci župního vedoucího dorostu a místonáčelníka Sokolské župy Husovy se sídlem v Českých Budějovicích. Poslední roky svého života jej trápily zdravotní problémy, které měly svůj původ v nelidských podmínkách živoření v nacistických koncentračních táborech jimiž prošel. V roce 1949 ve věku 47 let Jan Waldauf starší opustil tento svět.

Jan Waldauf starší (slety, kterých se účastnil)
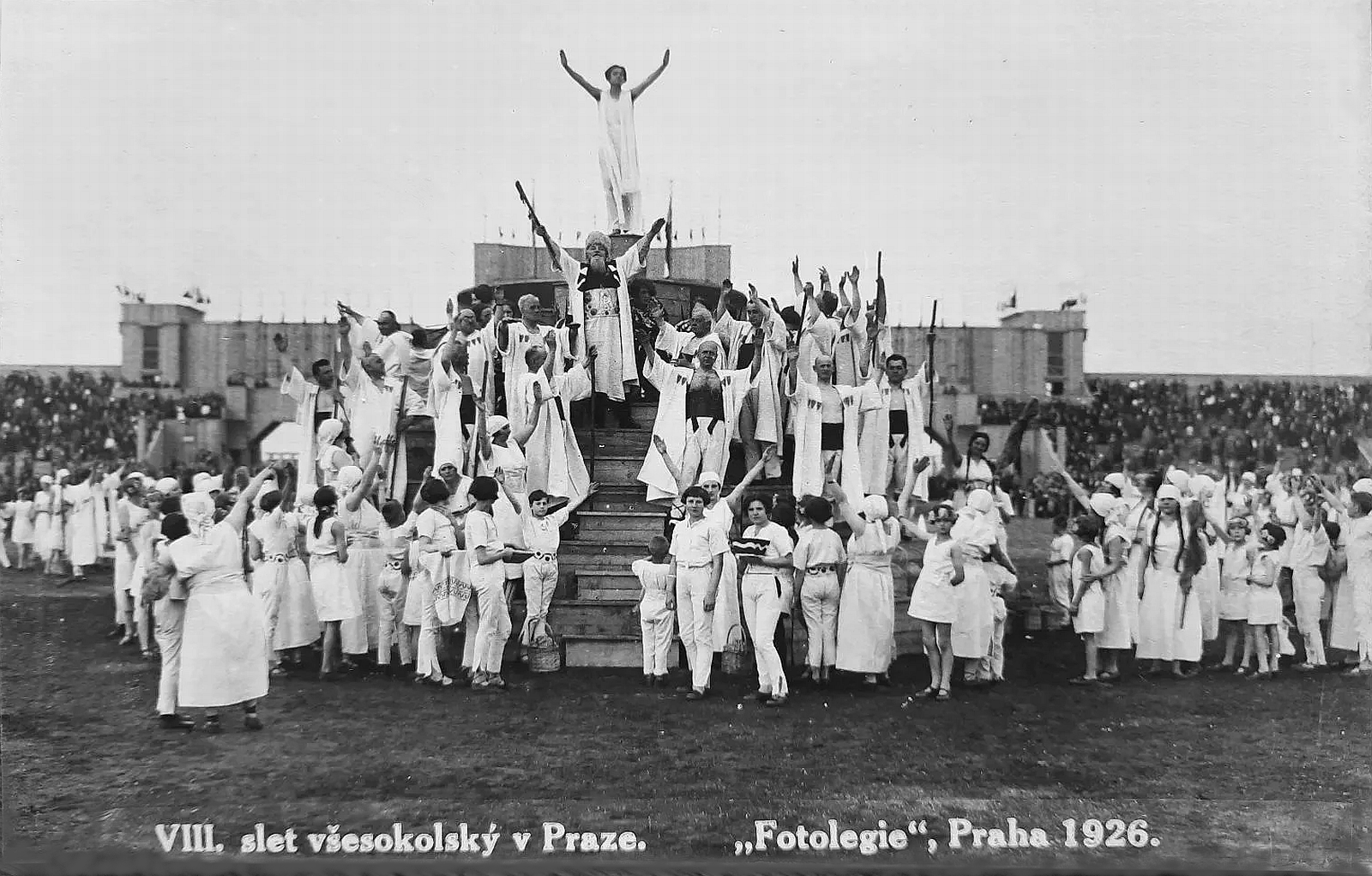
VIII. Všesokolký slet (1926)
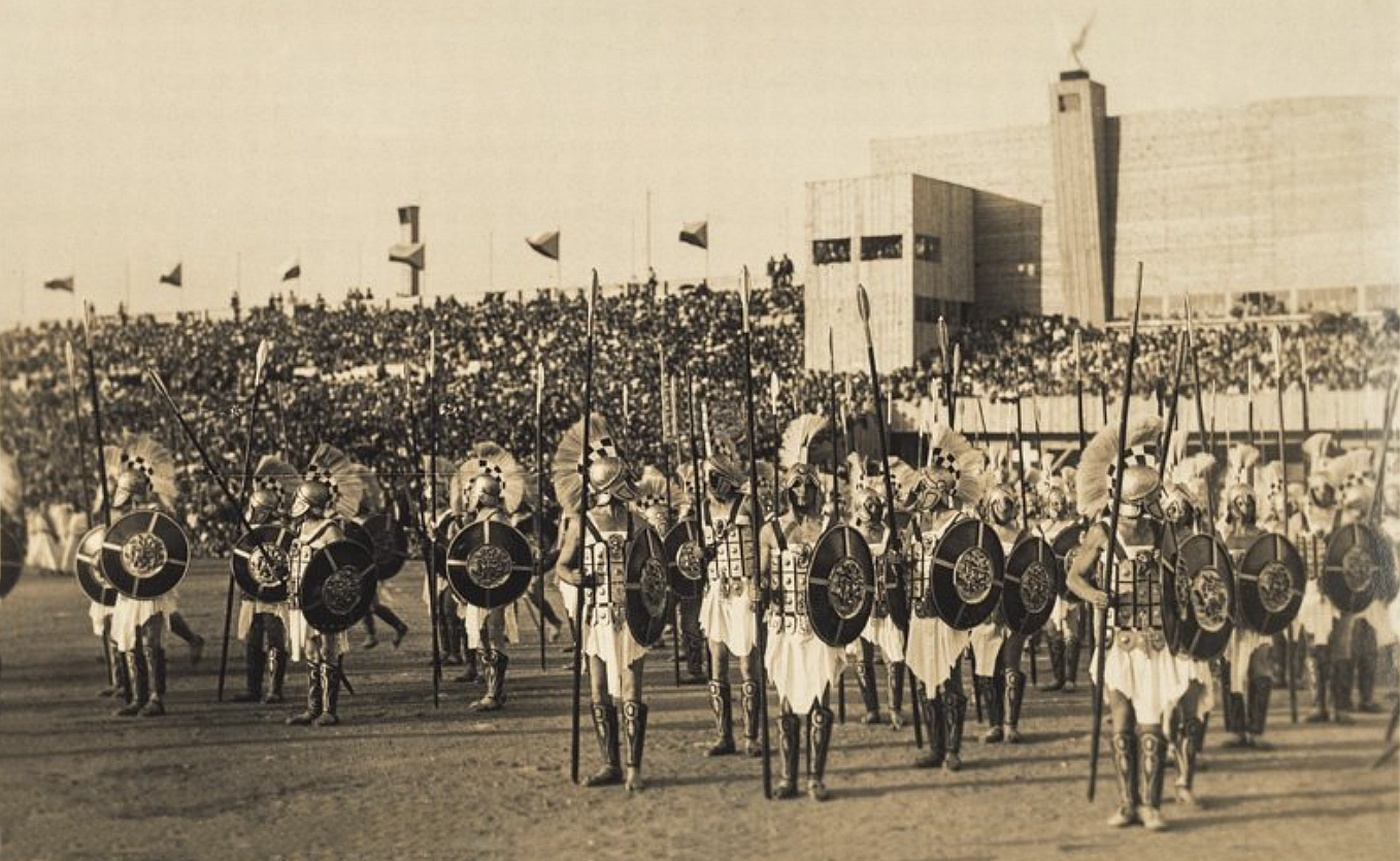
IX. Všesokolský slet (1932): sletová hra „Tyršův sen“
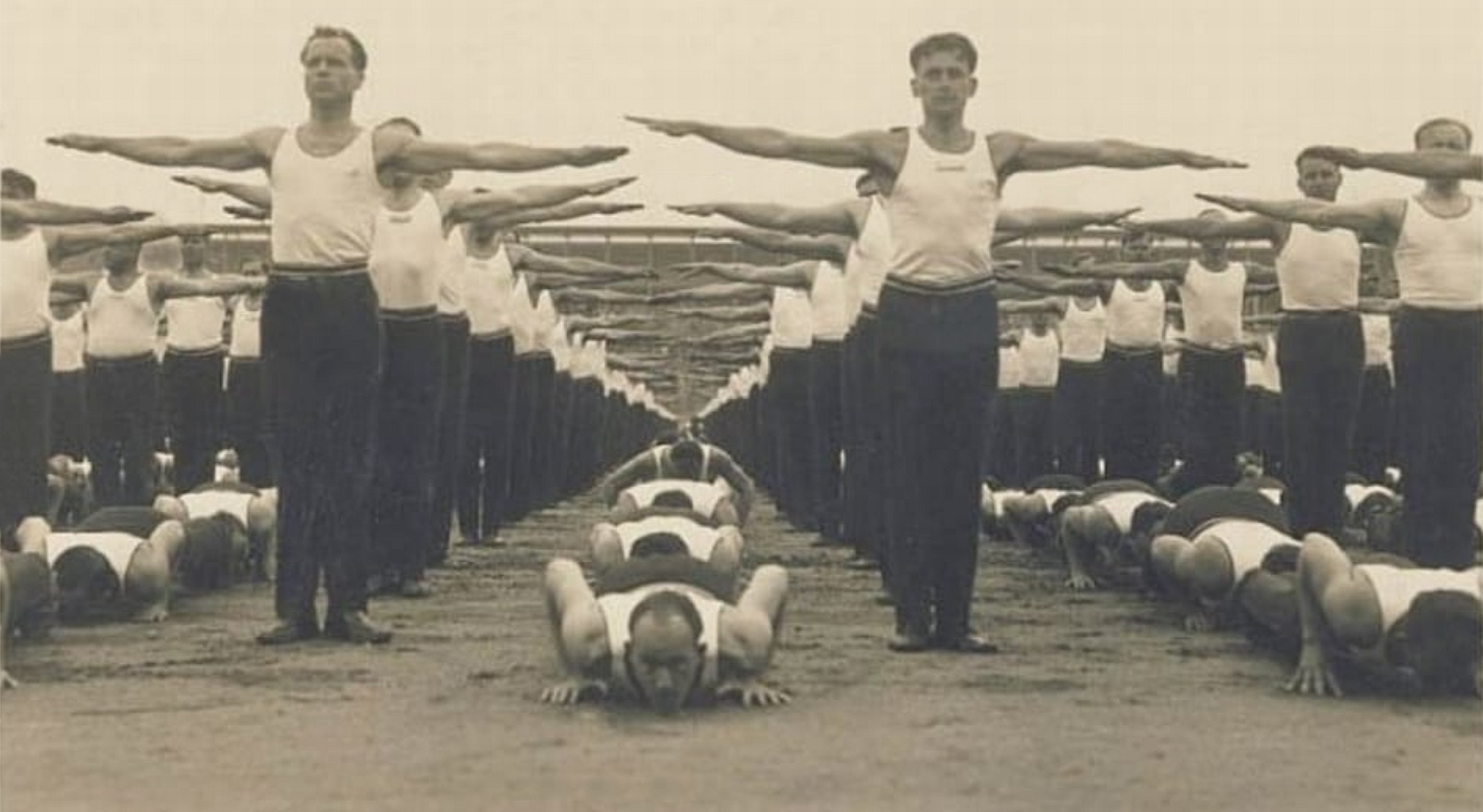
Přísaha republice; X. Všesokolský slet (1938)

### Mládí a studia

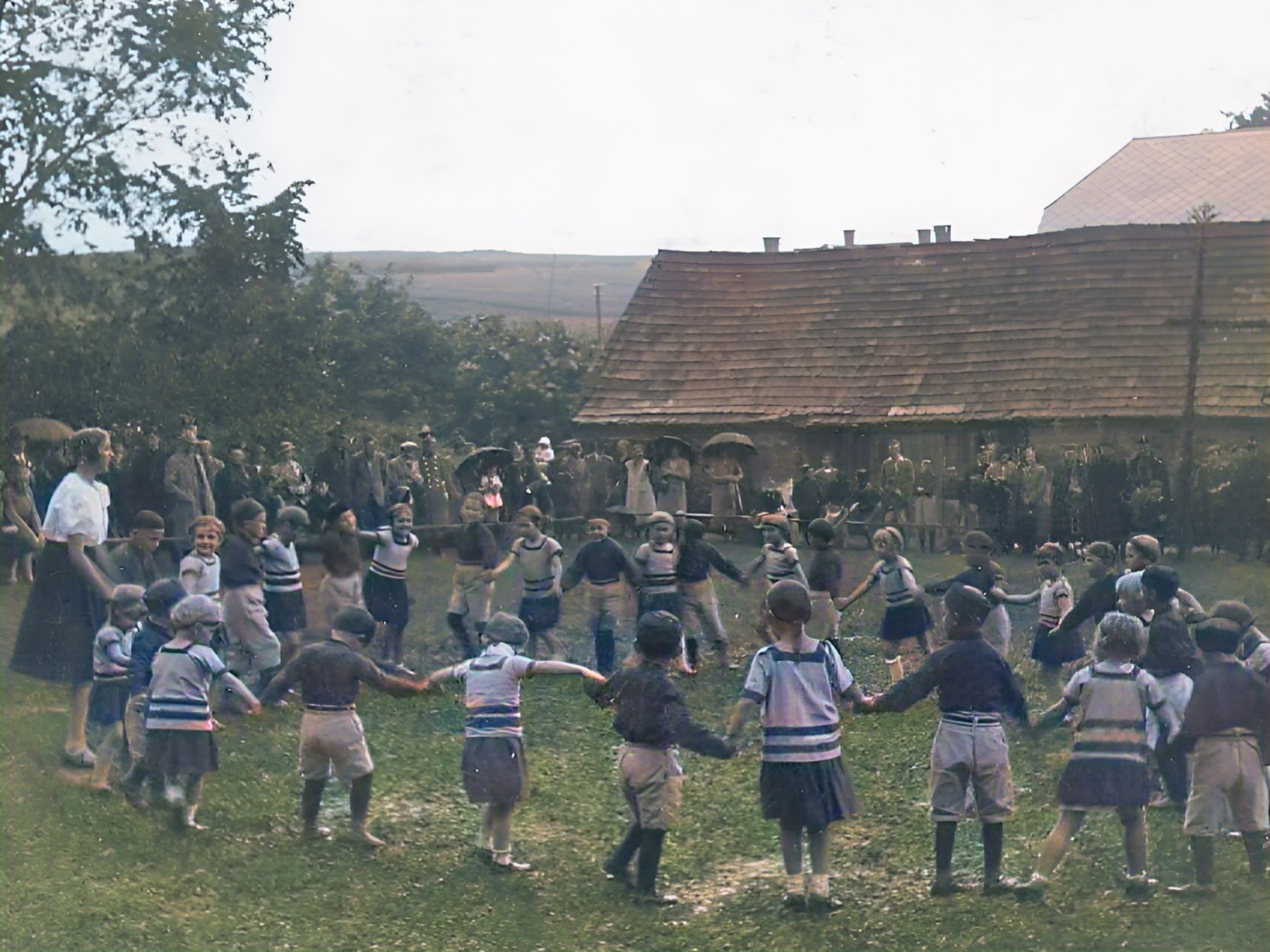
Veřejné vystoupení malých sokolíků (ptáčat) ze „sokolského hnízda“ v jihočeských Borovanech v roce 1937. Mezi ptáčaty je i tehdy osmiletý Jan Waldauf

Dětství prožil v Borovanech. Obchodní akademii v Českých Budějovicích (obor účetnictví) absolvoval Jan Waldauf mladší v poválečných letech 1945 až 1947. V Československu byl členem Tělocvičné jednoty Sokol České Budějovice II. a členem dorostového odboru Sokolské župy Husovy. V předválečném roce 1938 cvičil na X. všesokolském sletu v Praze, který se stal veřejnou manifestací připravenosti a odhodlanosti celého národa k obraně vlasti před nacistickou agresí. Slet se konal v červenci 1938 a jeho symbolem se stalo závěrečné prostné cvičení téměř 30 000 mužů, které bylo doprovázeno husitským chorálem a bylo zakončeno skladbou „Přísaha republice“, jejímž autorem byl sportovec, československý olympionik, sokolský činovník a pozdější účastník sokolského domácího odboje František Pecháček. Jan Waldauf mladší cvičil i na prvním (a nadlouho posledním) poválečném XI. všesokolském sletu, který se konal v Praze od 19. června 1948 do 27. června 1948.

Jan Waldauf mladší (slety, na nichž cvičil)
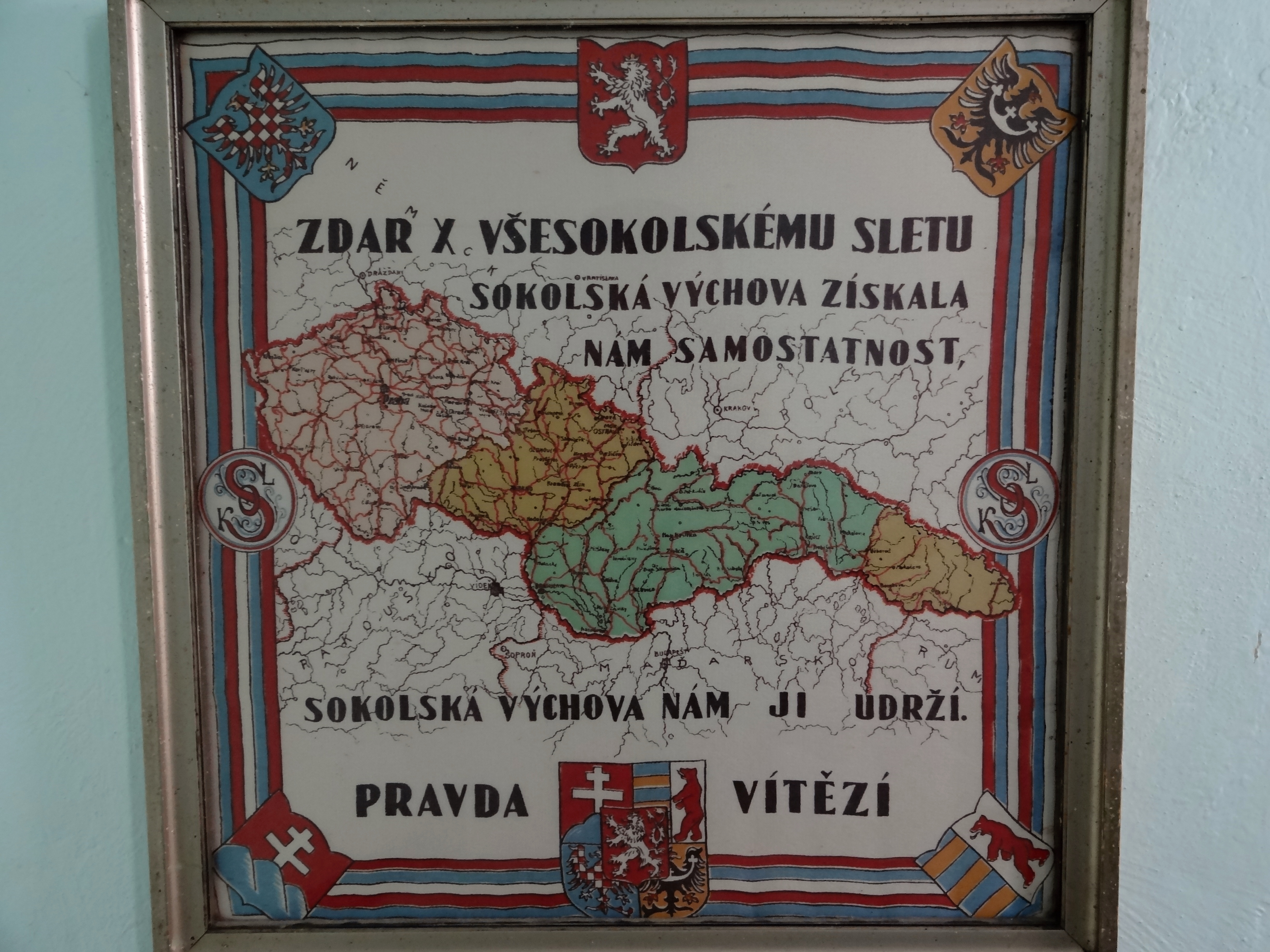
X. Všesokolský slet 1938 - potisk na hedvábné látce v rámu.
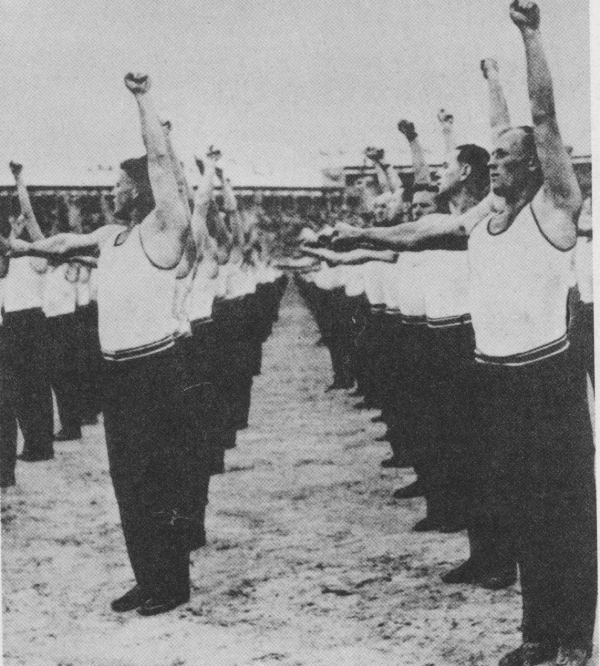
Přísaha republice; X. Všesokolský slet (1938)
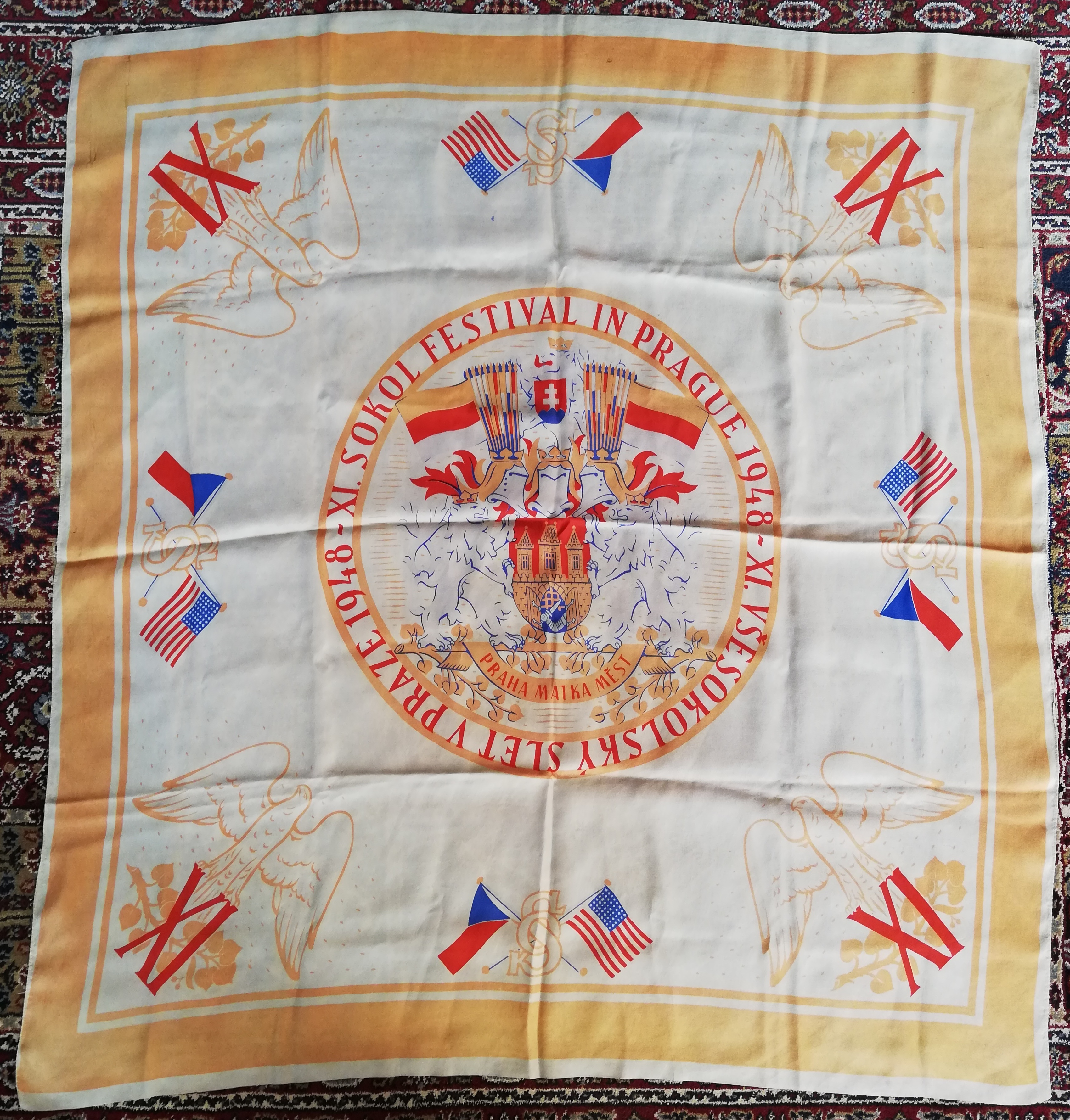
Hedvábný šátek zdobený motivy XI. Všesokolského sletu (1948)

### Poúnorová emigrace

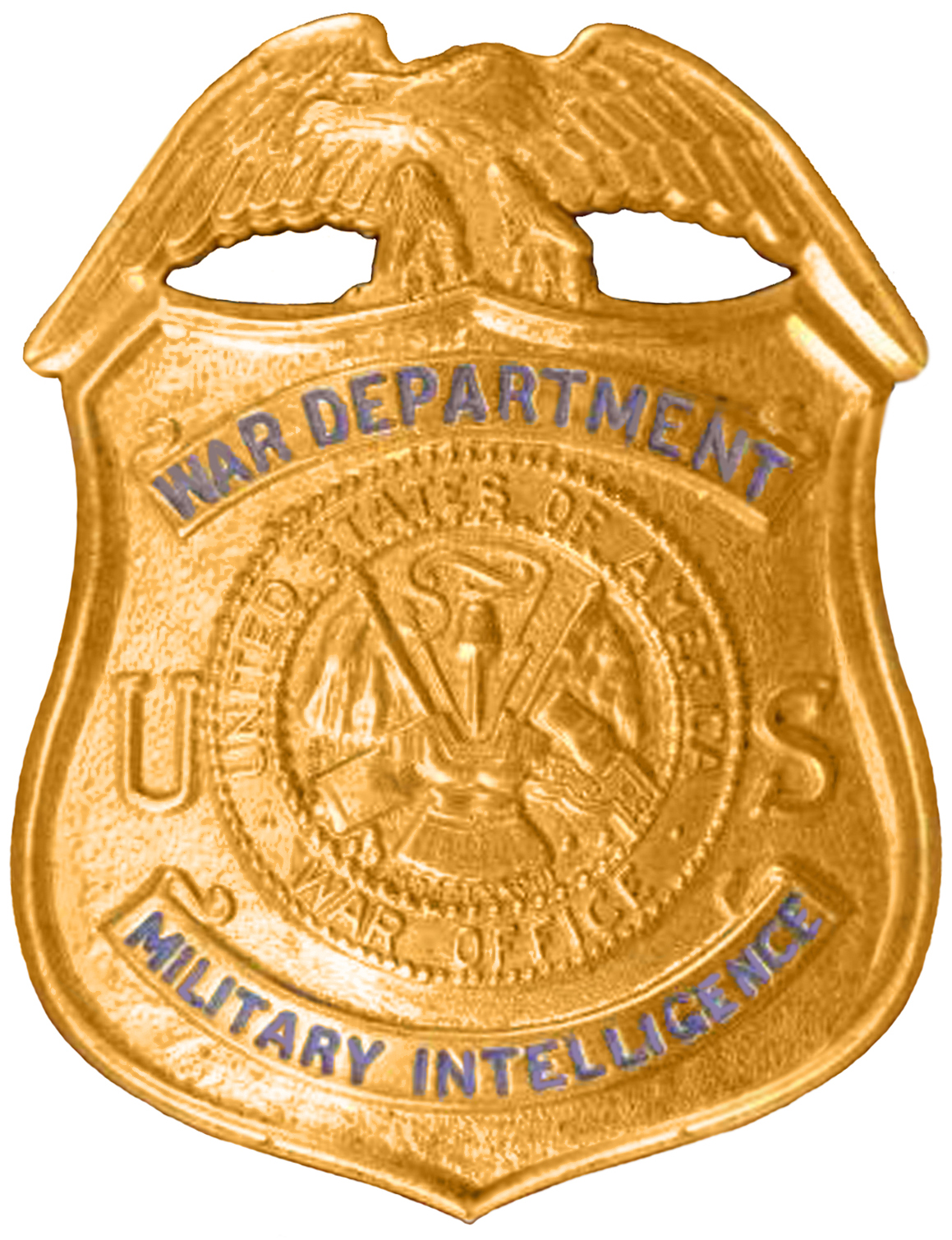
Odznak speciálního agenta CIC (cca 1939 – 1945)

K opuštění Československa se Jan Waldauf rozhodl ve svých 20 letech necelé tři týdny (přesněji deset dní) po skončení XI. všesokolského sletu) v Praze, který se stal manifestací Soklů proti nastupujícímu totalitnímu komunistickému režimu. Aby uchránil rodiče před následnou perzekucí, domluvil se se svým otcem Jan Waldauf starším, že když nebude tři dny doma, tak že jej rodina nahlásí na úřadech coby pohřešovaného.
V „den D“ ve všedním oblečení jen s aktovkou a za pomoci svého přítele ze Sokola a bývalého pohraničníka přešel Jan Waldauf československou státní hranici s Rakouskem nedaleko Vyššího Brodu omylem do sovětské okupační zóny. (Rakousko, obdobně jako Německo bylo po druhé světové válce rozděleno na čtyři okupační zóny. Z té sovětské ale uprchlíky pohraniční stráž vracela zpět do Československa.) Rakouská pohraniční stráž, na kterou narazil po překonání hranice, jej varovala a tak se mu nakonec duchapřítomně podařilo přejít do anglické okupační zóny. Zpravodajci z americké vojenské kontrarozvědné služby CIC (Counter Intelligent Corp), kteří jej vyslýchali, mu nakonec doporučili, aby se raději přesunul do Německa, protože z Rakouska se českým občanům obtížně emigruje. Jan Waldauf přešel u Pasova, kudy teče řeka Inn, suchou hranici a v Německu s přihlásil do sběrného tábora v Regensburgu (Řezně). Tak se Jan Waldauf stal českým exulantem.

### V Německu
V Německu pobýval tři týdny ve sběrném táboře v Regensburgu (Řeznu) odkud byl přemístěn do vojenského tábora Krabbenloch v Ludwigsburgu. Absence pohybu a smysluplné činnosti vedla skupinu mladých sokolů (spolu s Janem Waldaufem) k tomu, aby 24. října 1948 ustavili první sokolskou exilovou jednotu v Německu. Po krátký čas zde Jan Waldauf vykonával funkci vedoucího žactva exilové sokolské jednoty Ludwigsburg-Krabbenloch. Tato organizace (spolu s prvním exilovým Sokolem založeným 22. září 1948 v táboře v italském Bagnoli) se pak stala inspirací pro zakládání dalších nových sokolských jednot v exilu.

### Začátky v Kanadě

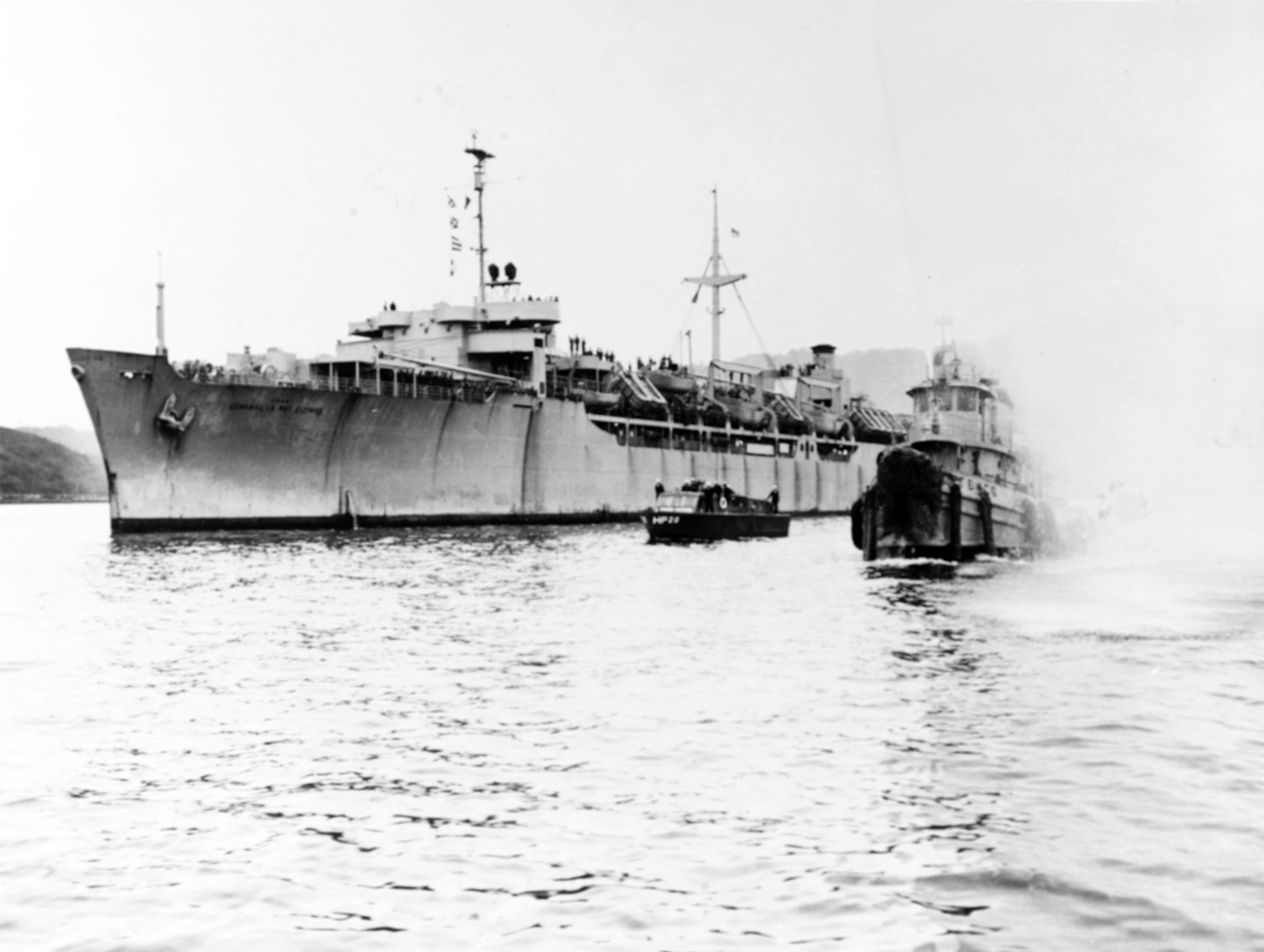
Transportní loď americké vojenské námořní dopravní služby USNS General LeRoy Eltinge (T-AP-154) opouštějící Sasebo v Japonsku a vydávající se na cestu do USA s více než 1 500 veterány korejské války na palubě, 30. dubna 1951

Po osmiměsíčním čekání v Německu na povolení k emigraci do Kanady se tam Jan Waldauf vypravil v dubnu 1949.
Dne 23. dubna 1949 dorazila do kanadského přístavního města Halifax v Novém Skotsku transportní loď U.S.A.T. LeRoy Eltinge. Plavidlem připlulo asi 1 500 pasažérů (z toho 113 Čechů, dále pak Litevci, Lotyši, Ukrajinci, ...). Exulanti byli přiděleni na farmy a Jan Waldauf se dostal do rodiny Kanaďana skotského původu, kde se (díky jeho dvěma synům přibližně Janova věku) velice rychle naučil anglicky. Prací na farmě si musel splnit jednoroční závazek, který byl podmínkou jeho přesunu do Kanady. Po roce života na farmě opustil práci zemědělského dělníka (a dřevorubce) a v Torontu, kam se přestěhoval, si našel práci skladníka (v noci vyskladňoval zboží do nákladních aut) a zapojil se zde záhy do sokolské činnosti. Po 18 měsících pobytu v Torontu získal práci účetního ve velkoobchodě s obuví a sokolským aktivitám se mohl ve volném čase věnovat naplno.

### Pracovní kariéra v Kanadě
Od roku 1963 pak vykonával funkci tzv. „comptrollera“ (finanční kontrolor, pracovník v řízení financí resp. vedoucí řízení financí; zhruba náš ekvivalent vrchního účetního) u společnosti Dunwoody and Company, Chartered Accountants (v českém překladu: Dunwoody & Co, certifikovaní účetní). Do společnosti  Mitsui & Co (Canada) Ltd. nastoupil o dvanáct let později (v roce 1975) a v této firmě posléze zastával funkci viceprezidenta. Z této funkce pak odešel do starobního důchodu. 

### Sokol v Kanadě
Od října 1953 začal vykonávat funkci náčelníka Sokola Toronto II. a působil tu i jako vzdělavatel a jednatel. Od roku 1953 se dostal do vedení Kanadské župy. (Ta sdružovala jednotlivé kanadské sokolské jednoty.) V Kanadské župě vykonával funkci náčelníka a později i starosty, pokladníka a redaktora časopisu Kanadský Sokol'. Od roku 1957 působil v předsednictvu Ústředí československého Sokola v zahraničí. Náčelníkem Ústředí československého Sokola v zahraničí se stal v roce 1963 a tuto funkci zastával 13 let (až do roku 1976). Funkci starosty Ústředí československého Sokola v zahraničí pak vykonával v letech 1979 až 1986. Celkově tak odpracoval pro vedení Ústředí československého Sokola v zahraničí úctyhodných 38 let (od roku 1957 do roku 1995) a za tuto dobu prošel funkcemi náčelníka, starosty, matrikáře, vzdělavatele a redaktora časopisu Československý Sokol v zahraničí.

#### Sokolské slety pořádané Kanadskou župou
Vykonávání funkcí v Kanadské župě bylo spojeno i s organizací sokolských sletů. Jan Waldauf (ve funkci náčelníka Kanadské župy) se zasloužil o první „kanadský“ slet. Ten se konal 5. července 1953 v krajanském středisku Masaryktown v Torontu. Po tomto sletu zorganizoval Kanadský sokol (většinou v Montrealu nebo Torontu) úctyhodných celkových 11 sletů (Toronto 1953, Montreal 1955, Noranda 1960, Toronto 1962, Montreal 1967, Toronto 1980, Toronto 1984, Montreal 1988, Toronto 1992, Toronto 1995, Toronto 2004.)

#### Sokolské slety pořádanéÚstředím
V pořádání sletů nezahálelo ani Ústředí československého Sokola v zahraničí. Zde Janu Waldaufovi pomáhala i jeho manželka Vlasta Waldaufová (ve funkci náčelnice Ústředí). Pro jeden ze sletů sestavila skladbu pro dívčí prostná a skladbu společného cvičení dorostenců. Tato instituce (Ústředí) uspořádala (při příležitosti 100. výročí založení Sokola) ve Vídni v létě 1962 slet první, po kterém následovalo dalších šest sletů (Montreal 1967, Vídeň 1972, Curych 1976, Vídeň 1982, Curych 1986, Paříž 1990). I na organizování těchto sletů se podílel Jan Waldauf ze své pozice náčelníka (později starosty) Ústředí československého Sokola v zahraničí. (Jan Waldauf neřídil pouze dva slety, a to první v roce 1962 a poslední v roce 1990.) 

### Tělovýchova v Kanadě

Logo Canadian National Exhibition (Kanadské národní výstavy)

Kromě sokola se Jan Waldauf věnoval i ontarijskému amatérskému sportu. Gymnastika byla v 50. letech 20. století v Kanadě koncentrována do Amatérské atletické unie Kanady (Amateur Athletic Union of Canada, zkratka AAUC), která vznikla v roce 1907 sloučením dvou konkurenčních tělovýchovných spolků. Tato organizace pak byla hlavním článkem organizované kanadské tělovýchovy. V roce 1955 se Jan Waldauf stal vice-prezidentem středoontarijské pobočky AAUC a svým působením v oblasti organizované tělovýchovy v provincii Ontario přispěl v roce 1968 ke vzniku Tělocvičné asociace provincie Ontario (Ontario Gymnastic Association, zkratka OGA). V OGA vykonával několik funkcí a dokonce této organizaci předsedal. Za jeho předsednictví byla OGA začleněna do celostátního svazu Kanadské tělocvičné federace (Canadian Gymnastic Federation, zkratka CGF) v provincii Ontario pod jménem Tělocvičná federace provincie Ontario (Ontario Gymnastic Federation, zkratka OGF). V roce 1971 se Jan Waldauf dostal do předsednictva celostátní organizace CGF (Canadian Gymnastic Federation) a zde byl do roku 1975 členem ředitelské rady. V letech 1973 až 1975 zastával také předsednickou funkci v National Development Committee, což byl orgán CGF. Byl také členem Sports Committee a též členem Canadian National Exhibition (CNE).
V roce 1967 byl Jan Waldauf jmenován (kanadským ministrem zdravotnictví a sociální péče) do Národního poradního sboru kanadské vlády pro tělesnou zdatnost a amatérský sport se sídlem v Ottawě (National Advisory Council on Fitness and Amateur Sport). Tady působil až do roku 1970 a nějaký čas tomuto sboru i předsedal. Koncem 60. a začátkem 70. let 20. století se Jan Waldauf stal i členem různých komisí, například Sports Committee Canadian National Exhibition, Canadian Gymnastic Seminars Committee na York University nebo Advisory Committee na Seneca College.

### Krajanské spolky v Kanadě
V roce 1940 vznikla v Kanadě Československá národní aliance spojením Národní Aliance Slováků, Čechů a Podkarpatských Rusínů s montrealským Československým národní sdružením. Československá národní aliance se během druhé světové války snažila podporovat osvobození regionů bývalého Československa. Po únoru 1948 se Československá národní aliance přejmenovala na Československé národní sdružení (ČSNS) a v roce 1984 se ČSNS přejmenovalo na Československé sdružení v Kanadě (ČSSK). V rámci rozdělení Československa na dva samostatné státní útvary (počátkem 90. let 20. století) se tento krajanský spolek přejmenoval na České a Slovenské sdružení v Kanadě (zkratka ČSSK). Ať se tento krajanský spolek jmenoval jakkoli, tvořil největší a nejznámější českou a slovenskou organizaci v Kanadě sdružující česko-slovenskou komunitu.
Jan Waldauf se v roce 1950 stal členem torontské pobočky Československého národního sdružení (ČSNS), později přejmenovaného na Československé sdružení v Kanadě (ČSSK) a v tomto krajanském spolku vykonával funkci pokladníka. V ústředí ČSSK zastupoval jejího generálního tajemníka a pokladníka. Také pracoval (v letech 1967 až 1991) v zastupitelstvu Rady svobodného Československa. Byl také dlouhá léta členem Kanadského Fondu pro československé univerzity.

### Rodinný život
Rok po svém příjezdu do Kanady (v roce 1950) se v Sokole seznámil s Vlastou Tichopádovou, svojí budoucí manželkou. Vlasta přišla do Kanady již v roce 1939 a kolem roku 1950 vykonávala funkci náčelnice torontského Sokola. Svatba se konala po osmiletém vztahu v roce 1958 a v roce 1960 se manželům Waldoufovým narodila dcera Eva (* 1960) a o čtyři roky později (v roce 1964) dcera Milena (* 1964).

### Publikační aktivity
Několik desítek let pracoval jako redaktor časopisu sokolského věstníku (nazýval se Kanadský Sokol) do něhož přispíval svými články. Svoje dlouholeté badatelské aktivity zaměřené na československou a zahraniční historii sokolského hnutí zúročil v obsáhlých dějinách sokolského hnutí, které ve třech svazcích v letech 2007 až 2010 vydalo nakladatelství ATELIER IM v Luhačovicích pod názvem Sokol : malé dějiny velké myšlenky. První díl obsahoval historii sokolského hnutí od jeho vzniku 16. února 1862 v Praze až po období československého Sokola v exilu. Zbývající dva díly pak mapují činnost a život sokolských zahraničních jednot včetně pokusu o obnovu Sokola kolem roku 1968 v Československu a obnovu Československé obce sokolské po sametové revoluci v listopadu 1989. Rozsah celé trilogie čítá 1 822 stran.

### Po listopadu 1989
Po sametové revoluci v listopadu 1989 v Československu se přijel do České republiky podívat na XII. všesokolský slet (1994) a do Čech pak jezdil pravidelně minimálně jedenkrát za rok. Navštívil rovněž XIV. všesokolský slet v létě roku 2006 v Praze.

### Závěr
Na šibřinkách v Torontě jej při tanci postihla mozková mrtvice a při prohlídce v nemocnici mu lékaři našli rakovinné nádory na třech místech v těle (mozek, plíce, dutina břišní). Jan Waldauf zemřel ve čtvrtek 8. září 2011 v 15.20 v nemocnici Princess Margaret v kanadském Torontu ve věku 82 let.

## Ocenění
- V roce 1975 obdržel (za přínos k ontarijské tělesné výchově) cenu „Syl Apps Special Achievment in Sport Award“ (Ocenění Syl Apps za zvláštní úspěch ve sportu).[6] Toto ocenění je pojmenováno po Sylovi Appsovi, olympijském vítězi, skokanovi o tyči na hrách Commonwealthu a kapitánovi týmu Toronto Maple Leafs ve 40. letech 20. století.
- České a slovenské sdružení v Kanadě (ČSSK) udělilo Janu Waldaufovi v roce 1994 Cenu Tomáše Garrigua Masaryka[7] jako projev nejvyššího uznání.[6]
- Český prezident Václav Havel mu v roce 2001 udělil Medaili za zásluhy (I. stupně).[7][6]
- V roce 2008 mu Kanadská tělocvičná federace (Canadian Gymnastic Federation, CGF) respektive její pobočka – organizace Ontario Gymnastic Federartion (OGF) udělila čestné doživotní členství.[7][6]

## Literární tvorba
- WALDAUF, Jan. Sokol: malé dějiny velké myšlenky. 1. vydání. (Stručný přehled sokolských dějin do roku 1948) Luhačovice: Atelier IM, 2007. 381 stran. ISBN 978-80-85948-67-7.[p. 5]
- WALDAUF, Jan. Sokol: malé dějiny velké myšlenky. Díl druhý, Československé sokolstvo v zahraničí 1952-1975. 1. vydání Luhačovice: Atelier IM, 2010. 653 stran; ISBN 978-80-85948-72-1.[p. 6]
- WALDAUF, Jan. Sokol: malé dějiny velké myšlenky. Díl třetí, Československé sokolstvo v zahraničí 1976-1995. 1. vydání Luhačovice: Atelier IM, 2010. 788 stran; ISBN 978-80-85948-73-8.[p. 7]